# Pop Unknown
Pop Unknown es una banda emo originaria de Austin, Texas  formada inicialmente por Tim Lasater (voz), Casper Eckols (bajos), Gabriel Wiley (batería), Matt Breedlove] y Joel Ganucheau (Guitarra) en 1999.

## Historia

### Lanzamientos
Pop Unknown lanzó su primer EP en 1999 llamado "Summer Season Kills" por la discográfica "Deep Elm Records". Estuvieron de gira con bandas muy conocidas en la escena local como Jimmy Eat World, Pedro the Lion y The Get Up Kids. Más tarde, en el mismo año, lanzaron su primer álbum llamado "If Arsenic Fails, Try Algebra" y tres años más tarde lanzan su segundo y último álbum llamado "The August Division", en el año 2002 por la misma discográfica "Deep Elm Records". Más tarde, los miembros de la banda comienzan un proyecto musical llamado Kissing Chaos, lo cual que da el término definitivo a la banda Pop Unknown, en el año 2003.

## Discografía

### Álbumes
- If Arsenic Fails, Try Algebra (1999)
- The August Division (2002)

### EP
- Summer Season Kills (1999)